# Moromorpha tetra
Moromorpha tetra är en insektsart som först beskrevs av Walker 1868.  Moromorpha tetra ingår i släktet Moromorpha och familjen bärfisar. Inga underarter finns listade i Catalogue of Life.